# 寒秋
寒秋（かんしゅう）とは、平年（1991 - 2020年の平均）に比べて気温の低い秋のことである。気象庁による3階級表現で毎年9 - 11月の平均気温が「低い」に該当した場合の秋を言う（階級表現に関しては#外部リンクも参照）。近年（21世紀）での全国的な寒秋は特に11月を中心に異常低温となった2001年、2002年などもしくは、2014年、2015年、2017年が中心。

## 過去（戦後）の主な寒秋（日本）
1899年
全国平均で-2.17℃にもなり、観測史上最も低かった。
1912年
全国平均で-2.04℃と、1899年に次いで寒い秋になった。
1945年
この年は6月のみ低温で、秋は11月終盤は低温だった。
1947年
この年は7・8月を除いて低温で、秋は10月及び11月の低温が顕著だった。
1949年
この年は11月下旬は低温が続いた。
1951年
この年は9月の低温が顕著で冷たい早秋となり、11月も顕著な低温で早い冬の訪れにもなった。
1953年
この年は11月下旬は低温が続いた。冬の訪れが早い。
1954年
この年は冬は北海道を除き暖冬だったが、春は寒春だった。夏は8月を除いて記録的冷夏だったが夏全体では1993年を下回る程の低温だった。秋は11月を除き低温が続いた。11月は晴天で顕著な高温だった。
1955年
夏は空梅雨で北日本・東日本で平年を上回ったが、秋は低温だった。
1956年
この年の夏は北日本、東日本で平年より低く、秋も北日本を除き寒い秋になった。
1957年
9月秋冷顕著、10月 - 11月まで高温だった。
1958年
9月は高温だったが、10月 - 11月は冬型が続き、秋晴れが少なかった。
1962年
この年は10月 - 11月低温だった。
1963年
この年は冬の訪れ早いが、12月は暖冬だった。
1965年
この年は9月の低温が顕著で冷たい早秋となり、11月も顕著な低温で早い冬の訪れにもなった。
1967年
この年の夏は平年並みか平年を上回ったが11月は低温が続いた。
1968年
この年は11月を除き低温が続いた。
1973年
夏は6月を除いて平年より極端な高温となり（九州南部と奄美沖縄のみ冷夏）、11月終盤は平年を下回った。
1974年
夏は平年より低く、早い寒波で11月低温となった。
1976年
戦後最大の寒秋であり、全国的に平年より1℃以上寒い秋となった。9月の低温が顕著で冷たい早秋となり、11月も顕著な低温で早い冬の訪れにもなった。
1978年
夏は南西諸島を除いて平年を上回ったが、11月下旬は平年を下回った。
1980年
この年の夏は平年並みか平年より高かった6月を除き、北日本・東日本で平年よりかなり低く、西日本も平年より低く、9月は全国的な低温傾向は続いた。しかし10月、11月は平年を上回った。
1981年
1976年に次いで戦後2番目に寒い秋であり、夏も平年より平均気温が1度低い夏で冷夏だった。南西諸島を除き、平年より1℃以上低い秋であった。特に11月の低温が記録的で早い冬の訪れとなった。
1983年
夏も平年を下回っていた。夏全体では平年並みかやや高かった8月（関東から北日本以外）を除いて冷夏だった。観測史上有数の寒冬年である1983 - 1984年だが、この年は既に11月から低温と早い冬の訪れが始まっていて、特に北日本ほど低温が顕著であった。この傾向は冬も続き、翌1984年5月まで7か月以上にわたって大寒波に見舞われた。
1984年
夏は奄美沖縄を除いて平年を上回ったが、11月は平年を下回った。
1986年
10月から11月は特に気温が低く、冬の訪れが早かった。東日本、西日本では顕著な少雨となった。
1988年
ラニーニャ現象は起きたが夏は平年より低く、冬の訪れが早く、特に11月は低温となり、11月中旬から下旬初めにかけては太平洋側平野部でも平年よりかなり早く、初雪を観測した。東京では10月13日に史上最も早い木枯らし1号を観測した。
1993年
夏の気温が平年より2度から5度低くなり、1954年に次ぐ観測史上寒い夏になった1993年であるが、その影響を引き摺ったまま9月に突入し、例年の盛夏期を下回る寒さが続き、10月も北日本〜西日本は平年より著しく低かった。11月は西日本・南西諸島では上旬から中旬まで、東・西日本では中旬が平年より高かったが、11月下旬は全国的に再び低温となった。
1997年
夏の気温が低かったこの年は秋も全国的に顕著な寒秋となり、9月も太平洋高気圧が弱まっており、全国的に平年を下回った。特に11月中旬以降を除いて冬型の気圧配置になりやすく、この時期としては強い寒気が断続的に南下したため、顕著な低温で、冬の訪れが早かった。また、暖秋が多い平成以降としては滅多にない寒秋であり、当時の平年値では、平成における唯一の全国的な寒秋であったが、現在は平年値が上昇したため、1992・1993年、1995年（北日本以外で西日本が中心）、1996年（九州・南西諸島以外）なども寒秋になっている。
2001年
1997年以来4年ぶりに寒い秋で、北海道を中心に全国で寒秋となった。この年の夏は、東日本を中心に猛暑（8月の北日本・東日本を除く）であったが、9月になると一転して気温が下がった。10月は一時的に暖秋だったものの、11月に入ると全国的に再び強い低温となった。
2002年
前年に引き続き寒秋であり、特に11月下旬の北日本を除いて冬型の気圧配置になりやすく、大陸からこの時期としては強い寒気が断続的に南下したため、顕著な低温で冬の訪れが早かった。10月下旬から強い寒気が断続的に流れ込み、10月末には北海道から山陰にかけての日本海側で観測史上最も早い初雪を観測した。同月上旬の11月8日は京都市・埼玉県熊谷市・栃木県宇都宮市など、関東地方以西の平野部でも平年よりかなり早く、初雪を観測したほか、北日本では11月としては記録的な大雪に見舞われたところもあった。9月に入った途端、台風が相次いで発生した影響で、残暑は厳しくなかった。ただし、10月は台風接近の影響でフェーン現象が発生し、新潟県で10月の最高気温を更新する真夏日の地点があった。秋（9 - 11月）の平均気温の平年差は小さく、全国で0.6 - 0.9℃ほど平年よりも寒かった。
2014年
2002年以来12年ぶりに寒い秋で、東日本・西日本を中心に全国で寒秋となった。9月は南西諸島を除く全国的に穏やかな残暑となった。10月は平年並みか低かったが、この低温傾向は11月中旬まで続いた。11月下旬は太平洋高気圧が強まったため、気温が一気に上昇した。
2015年
9月から10月にかけては寒気の南下が強く、太平洋高気圧の勢力も平年より弱かったため、東日本・西日本を中心に気温が低めとなり、秋の平均気温も全国的に低かった。11月中旬は太平洋高気圧が強まって全国的に高温となり、特に九州や南西諸島では記録的な高温となった。
2017年
南西諸島を除いて全国で寒秋となった（当時の平年値では東日本・西日本では平年より少し低い程度であったが、平年値の上昇により寒秋となっている）。この年は7月や8月は西日本で高温であったが、9月になると一転して気温が下がった。一方、南西諸島は3か月を通して気温が高く、暖秋となった。また、この年はラニーニャ現象が発生していた年では唯一の寒秋になっている。

### その他
1946年（10月のみ）、1948年（10月のみ）、1952年（10月の西日本、11月の北日本のみ）、1962年（10月の東日本、11月後半のみ）、1964年（9月の北日本、11月の西日本のみ）、1966年（北日本以外）、1970年（北・東日本のみ）、1971年（10月のみ）、1972年（10月の北海道のみ）、1975年（10月のみ、南西諸島除く）、1977年（南西諸島のみ）、1979年（九州・南西諸島のみ）、1982年（北日本・11月以外）、1985年（北日本・沖縄県のみ）、1987年（北海道のみ）、1989年（西日本・南西諸島のみ）、1990年（沖縄県のみ）、1991年（九州・南西諸島のみ）、1992年（北日本・南西諸島のみ）、1994年（沖縄県のみ）、1995年（11月の東・西日本のみ）、1996年（11月の北・東日本のみ）、1998年（11月後半のみ）、2003年（10月の北日本のみ）、2004年（沖縄県のみ）、2006年（9月の西日本のみ）、2007年（11月後半のみ）、2008年（9月後半・11月後半のみ）、2009年（9月の北・東日本のみ）、2012年（九州・南西諸島のみ）、2013年（11月後半のみ）、2016年（10月の北日本・11月の北・東日本のみ）、2018年（9月の東北・関東・北陸・近畿・中国、10月の九州・南西諸島のみ）、2019年（11月の北日本のみ）、2020年（10月の東・西日本太平洋側のみ）、2021年（9月の北・東日本、10月後半、11月の西日本・南西諸島のみ）、2022年（10月の東日本のみ）、2023年（10月の東・西日本のみ）

### 秋期（9、10、11月）の各年の平年比
平均気温平年差、1991 - 2020年の平年値。
- （+）* かなり高い
- （+） 高い
- （0） 平年並
- （-） 低い
- （-）* かなり低い

| 年     | 北日本 | 東日本 | 西日本 | 沖縄・奄美 |
| ------ | ------ | ------ | ------ | ---------- |
| 1946年 | -0.2   | -0.6   | -0.7   | -0.6       |
| 1947年 | -2.0   | -2.0   | -1.9   | -1.1       |
| 1948年 | -0.9   | -0.9   | -0.6   | -0.8       |
| 1949年 | -1.3   | -1.8   | -1.5   | -0.7       |
| 1950年 | -1.2   | -1.3   | -1.2   | -0.9       |
| 1951年 | -1.5   | -1.6   | -1.7   | -0.9       |
| 1952年 | -1.4   | -0.9   | -0.8   | -0.2       |
| 1953年 | -1.8   | -1.5   | -0.9   | -0.5       |
| 1954年 | -0.9   | -0.9   | -0.8   | -0.8       |
| 1955年 | -1.1   | -1.4   | -1.5   | -1.2       |
| 1956年 | -0.4   | -0.9   | -1.2   | -1.2       |
| 1957年 | -0.8   | -1.5   | -1.8   | -1.2       |
| 1958年 | -1.0   | -1.4   | -1.0   | -0.8       |
| 1959年 | -0.6   | -0.2   | -0.1   | -0.6       |
| 1960年 | -0.5   | -0.6   | -0.5   | -0.3       |
| 1961年 | +0.3   | +0.6   | +0.8   | -0.1       |
| 1962年 | -1.2   | -1.1   | -1.1   | -0.6       |
| 1963年 | -1.1   | -1.9   | -1.7   | -0.7       |
| 1964年 | -1.8   | -1.6   | -0.7   | -0.2       |
| 1965年 | -1.1   | -1.4   | -1.7   | -0.9       |
| 1966年 | -0.5   | -0.8   | -1.3   | -1.1       |
| 1967年 | -1.6   | -1.2   | -0.8   | -0.7       |
| 1968年 | -1.0   | -1.5   | -1.4   | -1.3       |
| 1969年 | -1.5   | -1.4   | -1.1   | -0.8       |
| 1970年 | -0.6   | -0.9   | -0.4   | -0.3       |
| 1971年 | -1.6   | -1.9   | -1.3   | -0.9       |
| 1972年 | -0.6   | -1.0   | -1.5   | -1.0       |
| 1973年 | -1.1   | -1.7   | -1.8   | -1.0       |
| 1974年 | -1.5   | -1.7   | -1.6   | -0.5       |
| 1975年 | -0.2   | -0.3   | 0.0    | -0.2       |
| 1976年 | -1.8   | -2.1   | -2.5   | -1.6       |
| 1977年 | -0.2   | +0.2   | 0.0    | -0.4       |
| 1978年 | -1.3   | -1.1   | -0.7   | -0.6       |
| 1979年 | -0.1   | +0.2   | -0.6   | -1.1       |
| 1980年 | -0.8   | -1.0   | -1.1   | -0.4       |
| 1981年 | -2.2   | -2.3   | -2.0   | -1.0       |
| 1982年 | -0.3   | -0.9   | -0.8   | -0.6       |
| 1983年 | -1.4   | -1.3   | -0.9   | 0.0        |
| 1984年 | -1.6   | -1.3   | -0.9   | -0.3       |
| 1985年 | -1.0   | -0.8   | -0.4   | -0.6       |
| 1986年 | -1.5   | -1.4   | -1.6   | -0.8       |
| 1987年 | -0.7   | -0.4   | -0.5   | +0.1       |
| 1988年 | -1.5   | -1.7   | -1.4   | -0.9       |
| 1989年 | +0.2   | -0.3   | -0.8   | -0.8       |
| 1990年 | +1.0   | +0.6   | +0.3   | -0.5       |
| 1991年 | -0.1   | -0.3   | -0.6   | -0.8       |
| 1992年 | -0.9   | -0.8   | -0.6   | -0.8       |
| 1993年 | -0.6   | -0.9   | -1.1   | -0.2       |
| 1994年 | +0.6   | +0.6   | +0.5   | -0.7       |
| 1995年 | -0.1   | -0.9   | -1.1   | -0.4       |
| 1996年 | -0.8   | -1.0   | -0.5   | 0.0        |
| 1997年 | -0.4   | -0.5   | -0.6   | -0.6       |
| 1998年 | +0.2   | +0.6   | +0.8   | +0.6       |
| 1999年 | +0.5   | +0.8   | +0.6   | +0.1       |
| 2000年 | -0.3   | +0.3   | +0.4   | +0.1       |
| 2001年 | -0.6   | -0.8   | -0.5   | -0.3       |
| 2002年 | -1.1   | -1.3   | -1.3   | -0.8       |
| 2003年 | -0.3   | +0.1   | +0.5   | +0.3       |
| 2004年 | +0.7   | +0.6   | +0.4   | -0.3       |
| 2005年 | +0.4   | +0.1   | +0.5   | +0.4       |
| 2006年 | +0.1   | +0.2   | +0.4   | +0.2       |
| 2007年 | 0.0    | +0.3   | +0.9   | +0.2       |
| 2008年 | +0.1   | -0.1   | 0.0    | +0.2       |
| 2009年 | -0.4   | -0.4   | -0.2   | +0.3       |
| 2010年 | +0.6   | +0.4   | +0.3   | -0.2       |
| 2011年 | +0.5   | +0.7   | +0.7   | +0.3       |
| 2012年 | +1.4   | +0.3   | -0.5   | -0.9       |
| 2013年 | +0.5   | +0.3   | +0.1   | -0.3       |
| 2014年 | -0.3   | -0.2   | -0.1   | +0.4       |
| 2015年 | -0.3   | 0.0    | -0.1   | +0.4       |
| 2016年 | -0.9   | +0.3   | +0.9   | +1.0       |
| 2017年 | -0.8   | -0.7   | -0.5   | +1.0       |
| 2018年 | +0.6   | +0.4   | -0.2   | -0.2       |
| 2019年 | +0.5   | +1.2   | +1.1   | +0.3       |
| 2020年 | +0.9   | +0.6   | +0.3   | +0.4       |
| 2021年 | +0.6   | +0.2   | +0.4   | +0.2       |
| 2022年 | +1.0   | +0.8   | +0.9   | +0.6       |
| 2023年 | +1.9   | +1.4   | +0.9   | +0.5       |
| 2024年 | +1.4   | +2.4   | +2.5   | +1.4       |